# Rhinacanthus rotundifolius
Rhinacanthus rotundifolius är en akantusväxtart som beskrevs av C. B. Cl.. Rhinacanthus rotundifolius ingår i släktet Rhinacanthus och familjen akantusväxter. Inga underarter finns listade i Catalogue of Life.